# 黄万铁路
黄万铁路，从朔黄铁路黄骅站至李港铁路万家码头站的铁路联络线。全长67.8公里。设计每年分流朔黄铁路8000万吨原煤在南疆港下海。

## 历史
黄万铁路由朔黄铁路公司投资11.8亿元，自2004年11月16日正式开工建设，2005年11月28日开始铺轨架桥，2006年7月25日提前35天全线贯通。国家I级铁路，近期设计年运量为3775万吨，远期为4200万吨。
2019年12月25日中铁十六局集团铁运公司正式接管黄万铁路支线神港车站调车任务。神港站为黄万铁路支线终点站，距黄骅站81.278km，年到站量约4500万吨，反向运输装车量约300万吨，车站为混合式一级三场，设III、IV、V三个车场。III场为重车到达场；IV场为卸车场；V场为编发场。线路共30条，各线路有效长度为1050米，道岔72组。
2023年3月1日，黄万铁路电气化改造工程进入全面施工阶段，本次实施全线电气化改造，其中天津段37.8公里，同步实施进入天津港南疆港区进港线12.8公里电气化改造，合计改造里程50.6公里，新建接触网133.2条公里，计划2024年具备电气化开通运营条件，黄万铁路运量预计提升至5400万吨/年。